# Královské Poříčí
Královské Poříčí (németül: Königswerth) község Csehországban a Karlovy Vary-i kerület Sokolovi járásában. A községhez tartoznak Jehličná (Grasset) és Alberov (Albernhof) települések.

## Története
Írott források elsőként 1240-ben említik. 1384-ben már önálló egyházközséget alkot. Katolikus iskoláját 1596-ban létesítették. 1845-ben a falunak 37 lakóháza és 254 lakosa volt. 1930-ban 1446 többségében német lakosa volt. A második világháború után német lakosságát a csehszlovák hatóságok Németországba toloncolták, majd 1948-ban a település nevét is megváltóztatták.

## Népesség
A település népessége az elmúlt években az alábbi módon változott:
| Lakosok száma | 839  | 1486 | 2543 | 2174 | 981  | 710  | 799  | 785  | 775  | 761  |
|               | 1869 | 1890 | 1921 | 1950 | 1980 | 2001 | 2017 | 2019 | 2022 | 2024 |

## Galéria

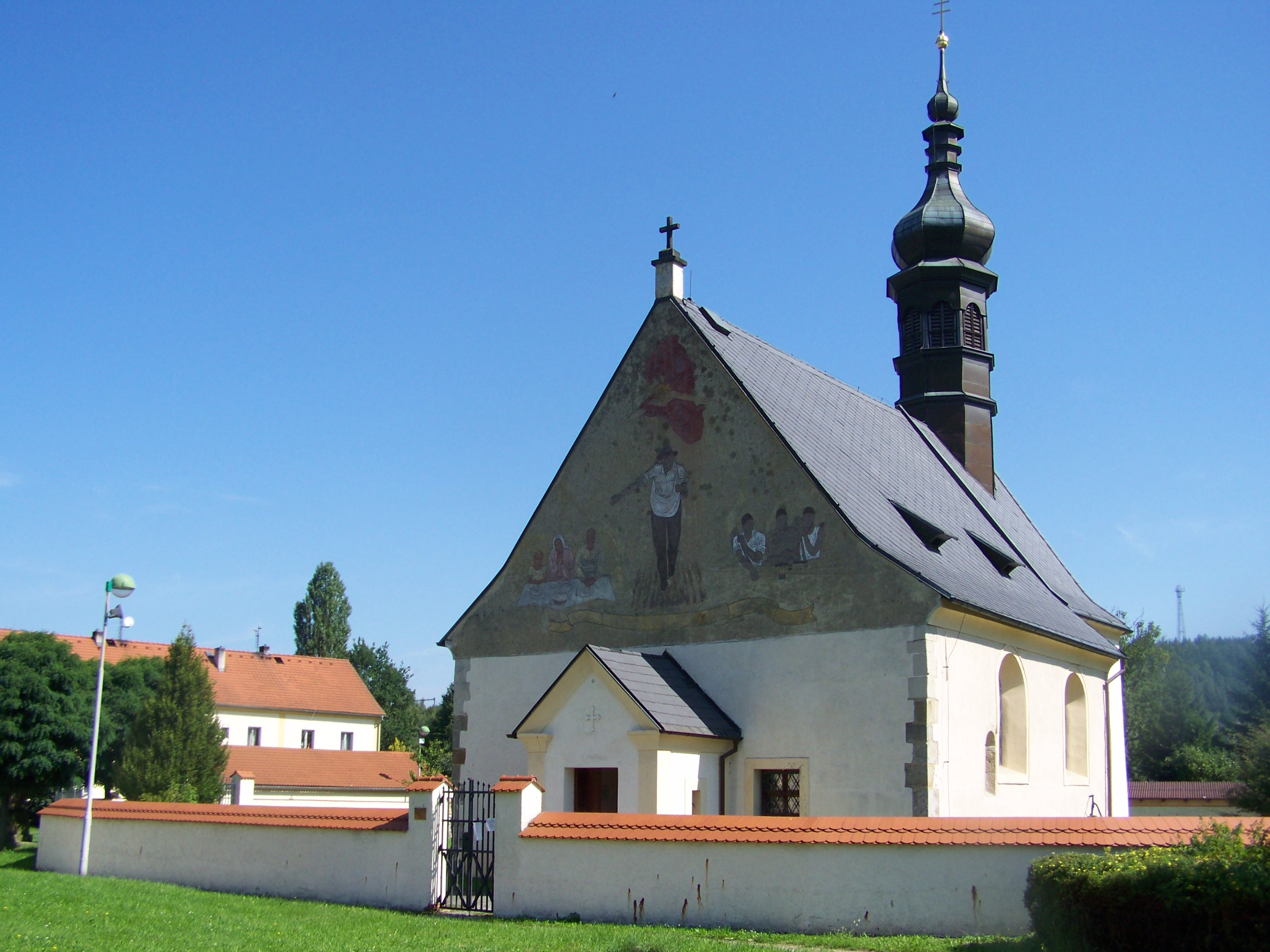
Szent Kunigunda templom
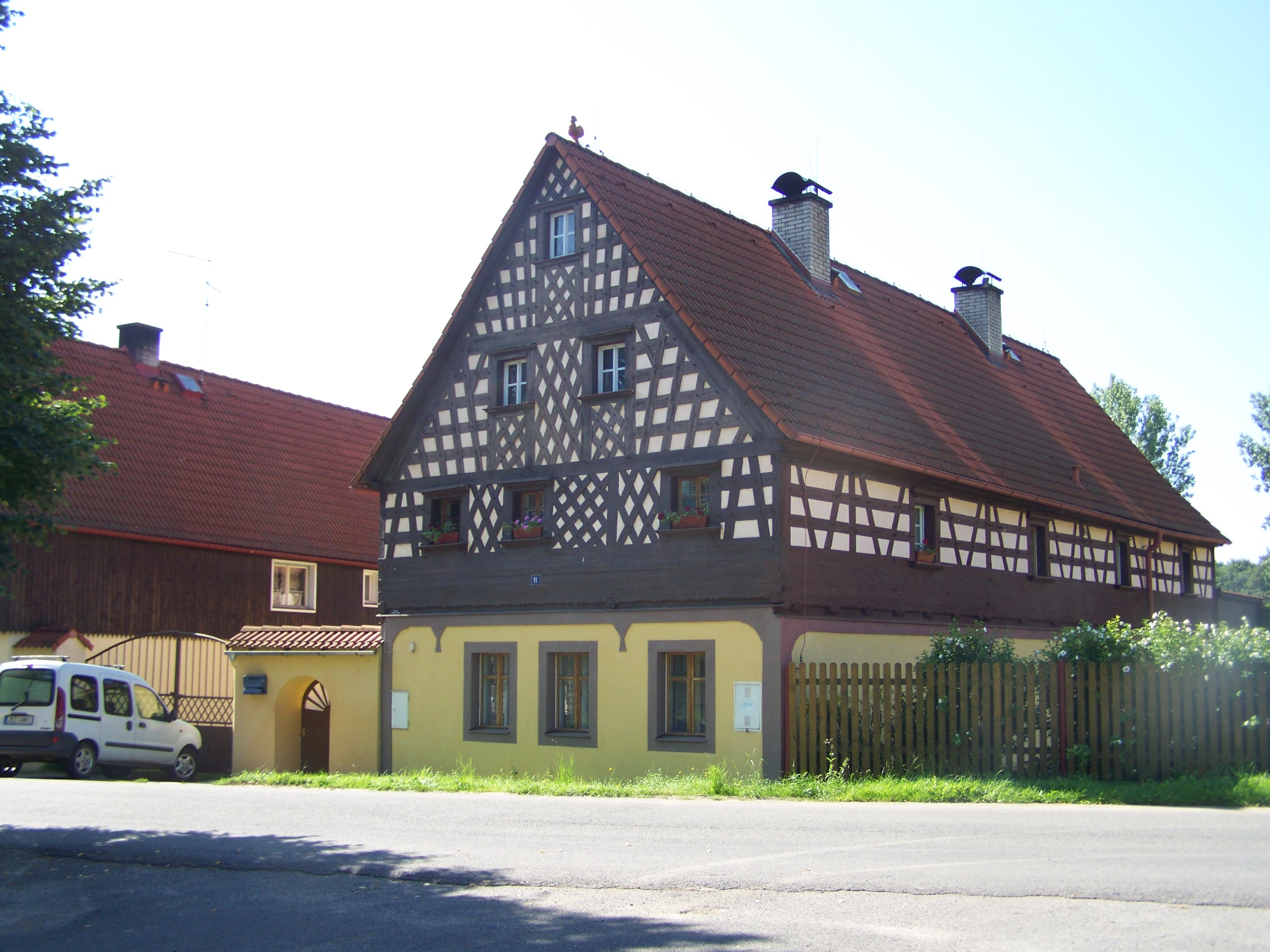
Hagyományos építészete
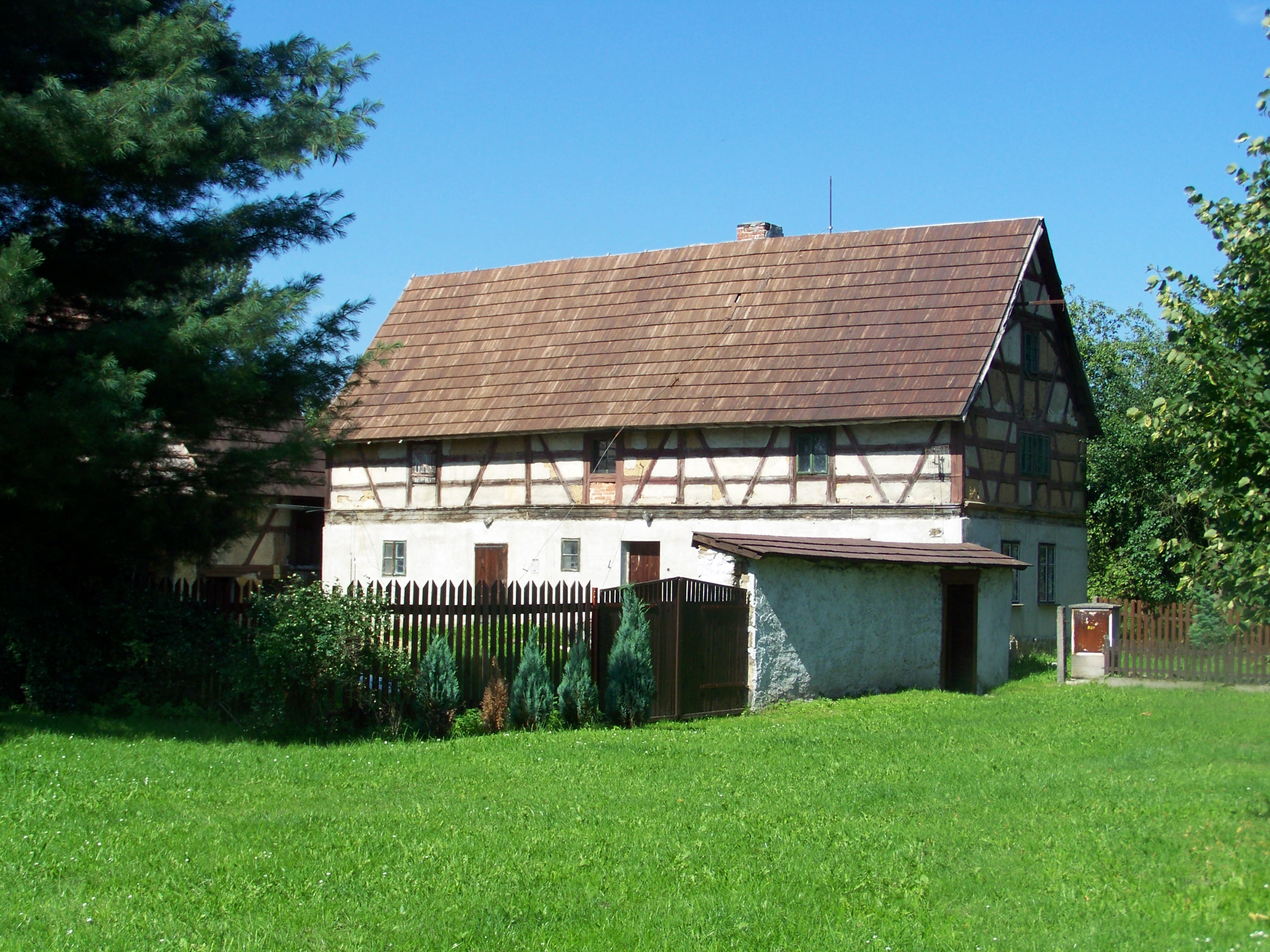
Hagyományos építészete
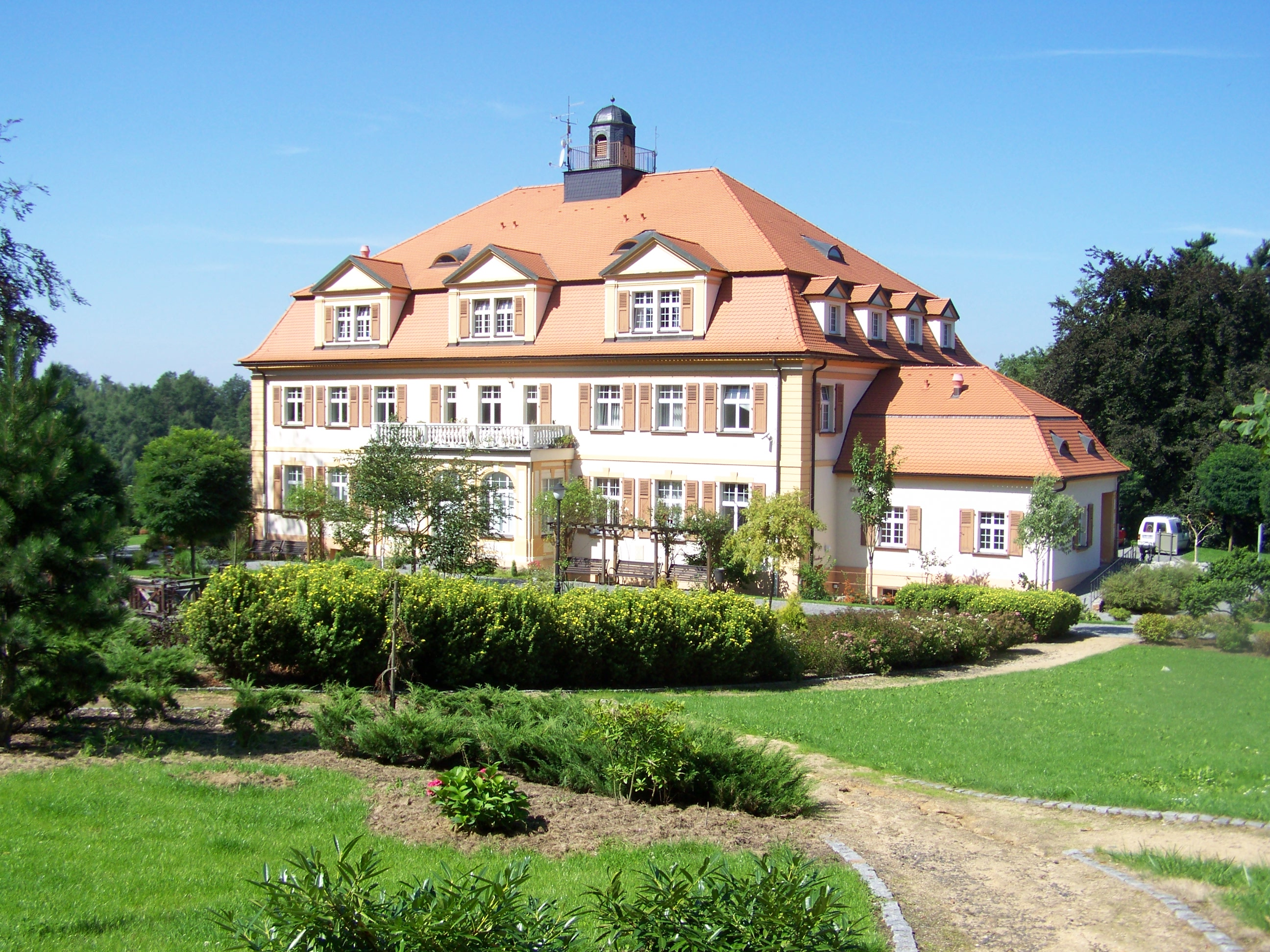
Polgármesteri hivatal
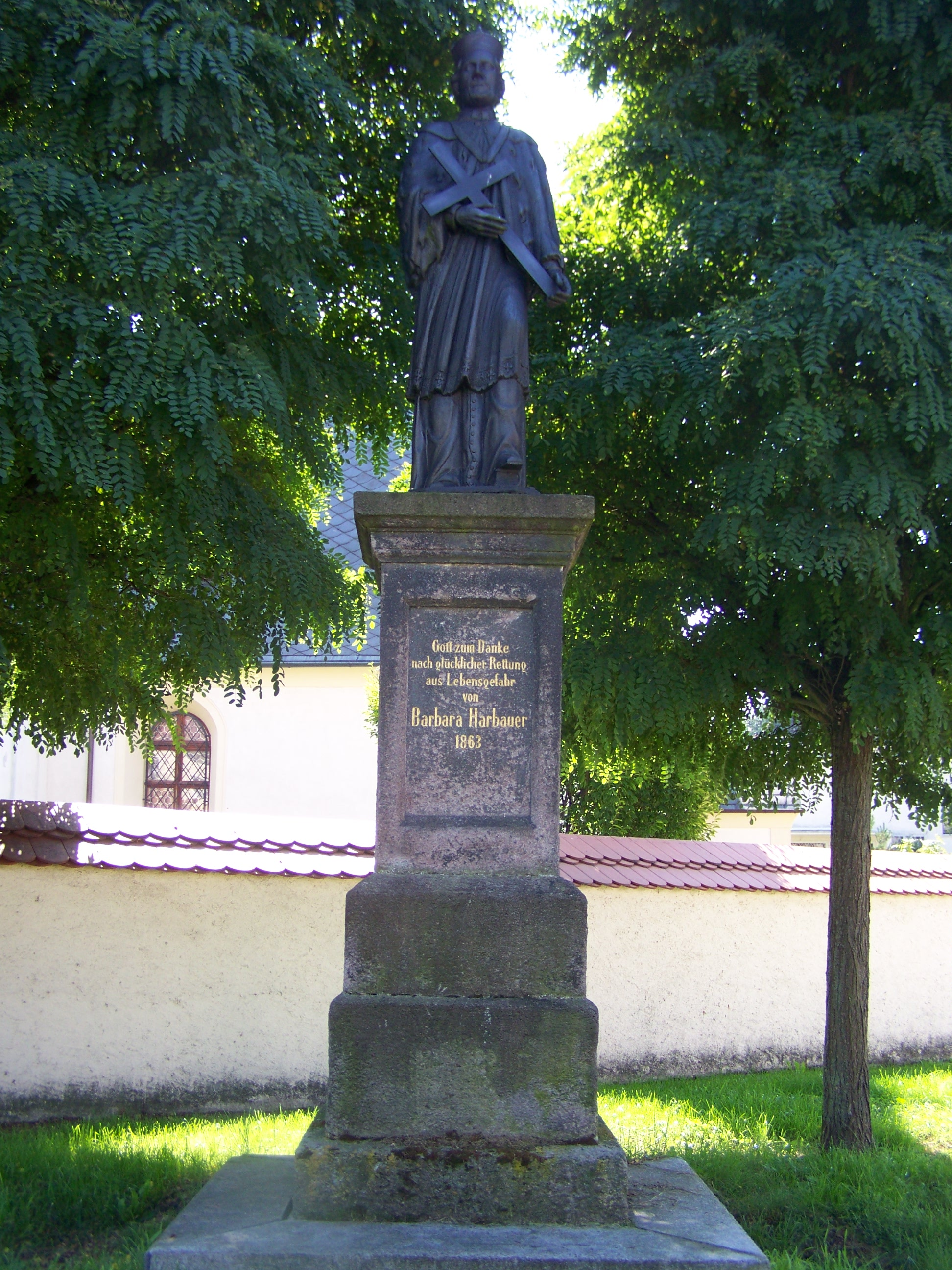
Nepomuki Szent János szobor (1863)
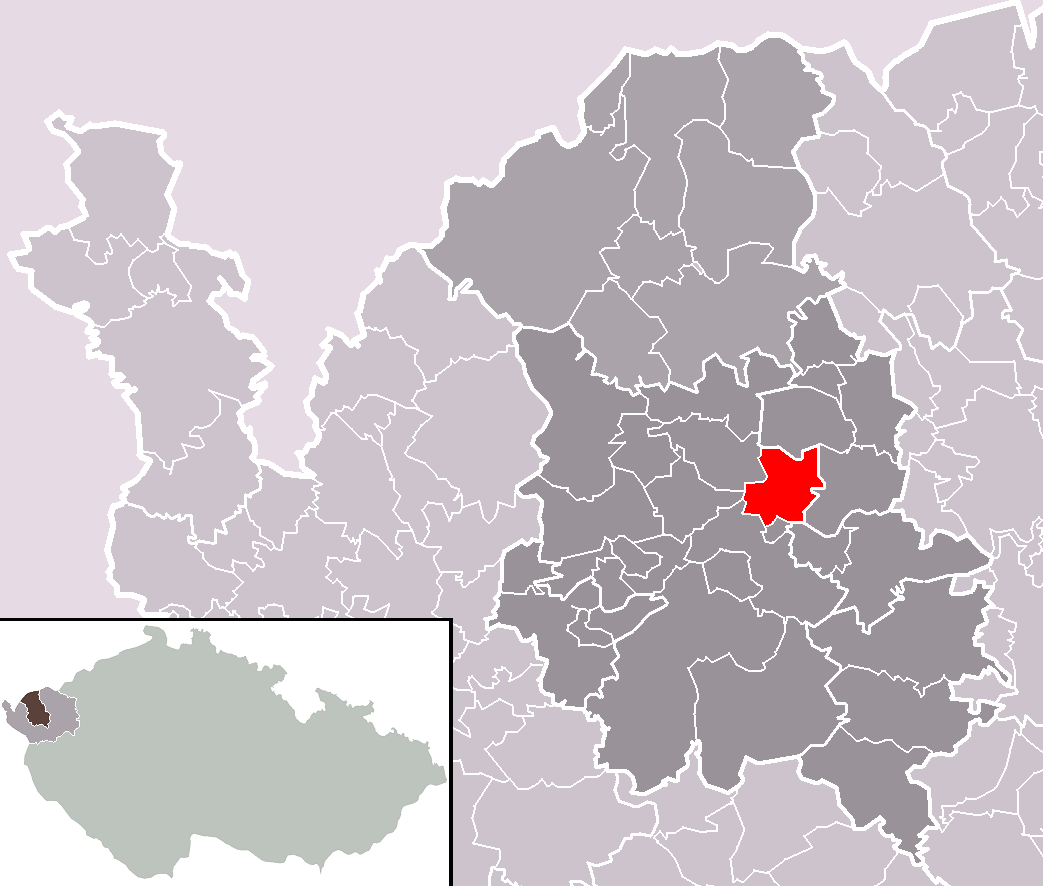
A község közigazgatási területe